# Jasmineae
Jasmineae  es una tribu de plantas fanerógamas perteneciente a la familia Oleaceae.

## Géneros
- Jasminum L.
- Menodora Humb. & Bonpl.